# Dignomus xylopertha
Dignomus xylopertha is een keversoort uit de familie klopkevers (Ptinidae). De wetenschappelijke naam van de soort werd in 1856 gepubliceerd door Anatole Auguste Boieldieu.